# نادية حجاب
نادية حجاب مُحللة سياسية، وكاتبة، وصحفية فلسطينية، وهي تُعلق بصورة متكررة بشأن حقوق الإنسان، والشرق الأوسط، وخاصةً عن وضع الفلسطينيين.

## السيرة الذاتية
ولدت نادية في حلب بسوريا، وهي ابنة لأبوين من عرب فلسطين؛ وصفي حجاب وعبلة ناشف، لكنها ترعرعت في لبنان حيث نالت شهادة البكالوريوس والماجستير في الأدب الإنجليزي من الجامعة الأمريكية في بيروت. وقد عملت أثناء فترة دراستها صحفية لكنها غادرت لبنان [العربية] مع اندلاع الحرب الأهلية اللبنانية [العربية]؛ فسافرت في البداية إلى قطر [العربية] ثُم إلى لندن [العربية] حيث أصبحت رئيس تحرير مجلة الشرق الأوسط. وانتقلت إلى الولايات المتحدة الأمريكية في عام 1989 حيث عملت أخصائية تنمية في برنامج الأمم المتحدة الإنمائي في مدينة نيويورك لمدة 10 سنوات. وفي عام 2000، أنشأت نادية شركة استشارية لا تزال تترأسها حتى الآن.
وفي عام 2010، شاركت نادية في تأسيس «الشبكة» التي تُعد مركز بحثي ضم في بداية نشأته 60 مستشارًا سياساتيًا معظمهم فلسطينيون، وهي أيضًا من كبار الباحثين في مؤسسة الدراسات الفلسطينية [العربية].
في عام 2010، شاركت في تأسيس «شبكة»، مركز أبحاث افتراضي يجمع ما يقرب من 60 مفكرا وكتابا فلسطينيا من جميع أنحاء العالم.

## الكتب
- Woman power: The Arab Debate on Women at work, Cambridge U.p., 1998.
- Citizens Apart: A portrait of Palestinians in Israel, Coauthored with Amina Minns, أي بي توريس 1990.

## وصلات خارجية
- Profile of Nadia Hijab at the Institute for Middle East Understanding
- Nadia Hijab at the Council on Foreign Relations